# Джерело одиничних фотонів на квантових точках
Джерело одиничних фотонів на квантових точках базується на одній квантовій точці, розміщеній в оптичному резонаторі. Це джерело одиничних фотонів на вимогу. Лазерний імпульс може збуджувати пару носіїв, відому як екситон у квантовій точці. Розпад одного екситона внаслідок спонтанного випромінювання призводить до випромінювання одного фотона. Завдяки взаємодії між екситонами випромінювання, коли квантова точка містить один екситон, енергетично відрізняється від випромінювання, коли квантова точка містить більше одного екситона. Таким чином, один екситон може бути детерміновано створений лазерним імпульсом, і квантова точка стає джерелом некласичного світла, яке випромінює фотони один за одним і, таким чином, демонструє антигрупування фотонів. Випромінювання одиночних фотонів можна довести, вимірявши кореляційну функцію інтенсивності другого порядку. Швидкість спонтанного випромінювання випромінюваних фотонів можна збільшити шляхом інтеграції квантової точки в оптичний резонатор Крім того, оптичний резонатор призводить до випромінювання чітко визначеної оптичної моди, що підвищує ефективність джерела фотонів.

## Історія
Із зростанням інтересу до квантової інформатики з початку 21-го століття зростали дослідження різних типів джерел одиничних фотонів. Ранні джерела одиничних фотонів, такі як джерела оголошених фотонів, про які вперше було повідомлено в 1985 році, базуються на недетермінованих процесах. Джерела одиничних фотонів на квантових точках доступні за запитом. У 2000 році було повідомлено про джерело одиничних фотонів на основі квантової точки в структурі мікродиска Згодом джерела були вбудовані в різні структури, такі як фотонні кристали або мікроколони. Додавання розподілених бреггівських рефлекторів (DBR) дозволило випромінювати в чітко визначеному напрямку та підвищити ефективність випромінювання. Більшість джерел одиничних фотонів на квантових точках повинні працювати при кріогенних температурах, що все ще є технічною проблемою. Інша проблема полягає в тому, щоб реалізувати високоякісні джерела одиничних фотонів на квантових точках на телекомунікаційній довжині хвилі для застосування оптоволоконного телекомунікаційного зв'язку. Перший звіт про Парселл-посилене однофотонне випромінювання квантової точки телекомунікаційної довжини хвилі в двовимірній порожнині фотонного кристала з коефіцієнтом якості 2000 показує збільшення швидкості випромінювання та інтенсивності в п'ять і шість разів відповідно.

## Теорія реалізації джерела одиничних фотонів

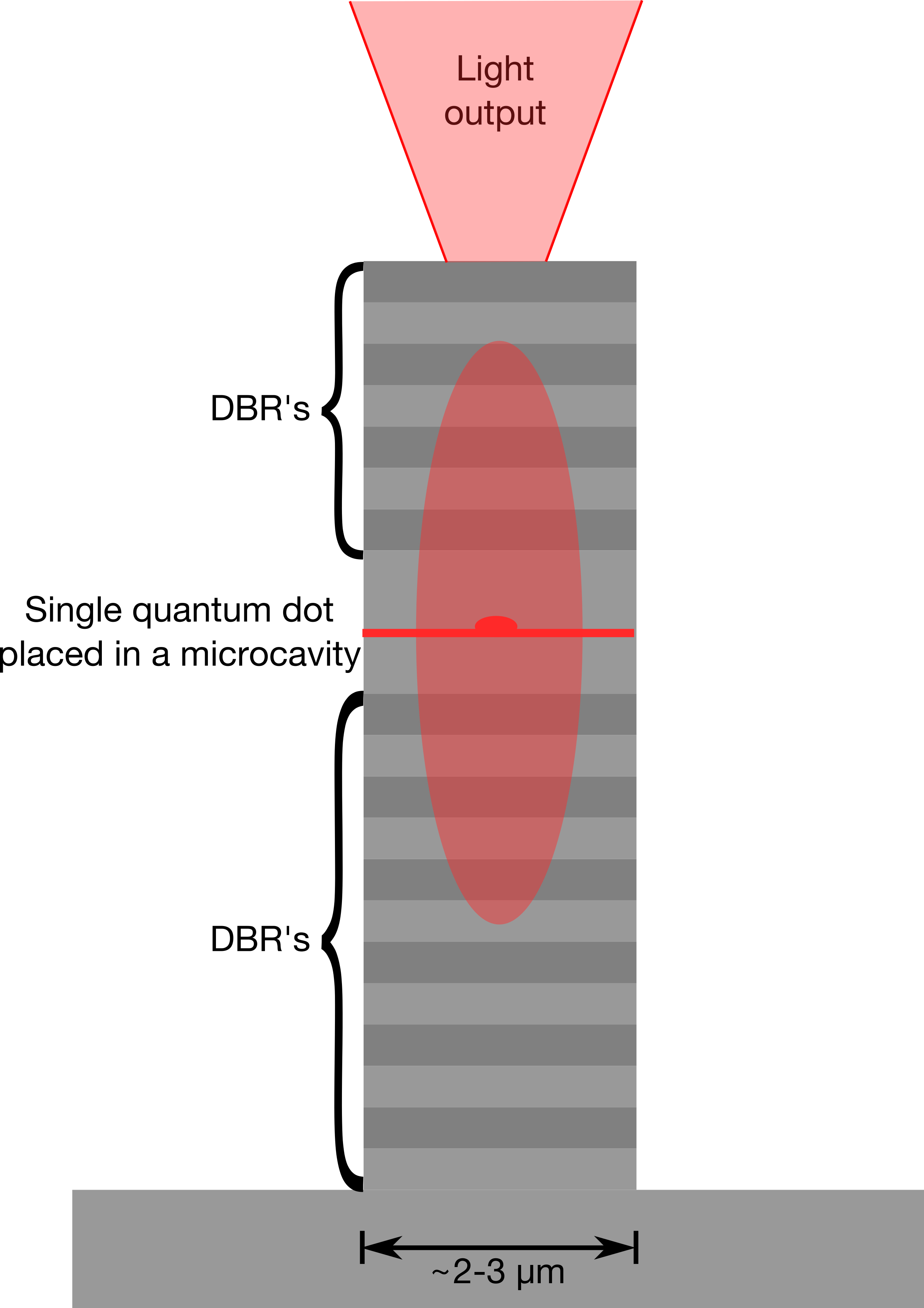
Рисунок 1: Схематична структура оптичної мікропорожнини з однією квантовою точкою, розміщеною між двома шарами розподілених бреггівських рефлекторів (DBR). Ця структура працює як джерело одиничних фотонів.

Збудження електрона в напівпровіднику з валентної зони в зону провідності створює збуджений стан, так званий екситон. Спонтанний радіаційний розпад цього екситона призводить до випромінювання фотона. Оскільки квантова точка має дискретні рівні енергії, можна досягти того, що в квантовій точці ніколи не буде більше одного екситона одночасно. Отже, квантова точка є випромінювачем одиночних фотонів. Ключовим завданням у створенні якісного джерела одиничних фотонів є переконатися, що випромінювання від квантової точки збирається ефективно. Для цього квантову точку поміщають в оптичний резонатор. Оптичний резонатор може, наприклад, складатися з двох DBR в мікропилярі (рис. 1). Оптичний резонатор посилює спонтанне випромінювання чітко визначеної оптичної моди (ефект Перселла), сприяючи ефективному направленню випромінювання в оптичне волокно. Крім того, зменшений час життя екситона {\displaystyle \Delta t} (див. рис. 2) зменшує значущість розширення ширини лінії через шум.

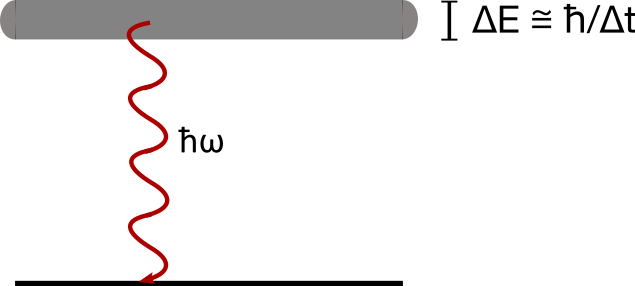
Малюнок 2: Розпад збудженого стану з розширенням лінії призводить до випромінювання фотона з частотою ħω. Розширення ширини лінії є результатом кінцевого часу життя збудженого стану.

Потім систему можна апроксимувати за допомогою моделі Джейнса-Каммінгса. У цій моделі квантова точка взаємодіє лише з однією модою оптичного резонатора. Частота оптичної моди добре визначена. Це робить фотони нерозрізними, якщо їхню поляризацію вирівнює поляризатор. Розв'язком гамільтоніана Джейнса-Каммінга є вакуумне коливання Рабі. Вакуумне коливання Рабі фотона, що взаємодіє з екситоном, відоме як екситон-поляритон.
Щоб виключити ймовірність одночасного випромінювання двох фотонів, необхідно переконатися, що в резонаторі одночасно може бути тільки один екситон. Дискретні енергетичні стани в квантовій точці допускають лише одне збудження. Крім того, блокада Рідберга запобігає збудженню двох екситонів в одному просторі… Електромагнітна взаємодія з уже існуючим екситоном трохи змінює енергію для створення іншого екситона в тому ж просторі. Якщо енергія лазера накачування налаштована на резонанс, другий екситон не може бути створений. Тим не менш, існує невелика ймовірність наявності двох збуджень у квантовій точці одночасно. Два екситони, укладені в невеликому об'ємі, називають біекситонами. Вони взаємодіють один з одним і таким чином трохи змінюють свою енергетику. Фотони, що утворюються в результаті розпаду біекситонів, мають іншу енергію, ніж фотони, що утворюються в результаті розпаду екситонів. Їх можна відфільтрувати, пропускаючи вихідний промінь через оптичний фільтр. Квантові точки можна збуджувати як електрично, так і оптично. Для оптичної накачки можна використовувати імпульсний лазер для збудження квантових точок. Щоб мати найбільшу ймовірність створення екситону, лазер накачування налаштований на резонанс. Це нагадує {\displaystyle \pi }-імпульс на сфері Блоха. Однак таким чином випромінювані фотони мають ту саму частоту, що й лазер накачування. Щоб розрізнити їх, потрібен поляризатор. Оскільки напрямок поляризації фотонів із резонатора є випадковим, половина випромінюваних фотонів блокується цим фільтром.

## Експериментальна реалізація
Є кілька способів реалізувати систему квантових точок-резонатор, яка може діяти як джерело одного фотона. Типовими порожнинними структурами є мікрополюси, фотонні кристалічні порожнини або регульовані мікропорожнини. Усередині порожнини можна використовувати різні типи квантових точок. Найбільш широко використовуваним типом є квантові точки InAs, що самостійно збираються, вирощені в режимі росту Странського-Крастанова, але використовуються й інші матеріали та методи росту, такі як локальне травлення крапель . Нижче наведено список різних експериментальних реалізацій:
- Мікроколони: у цьому підході квантові точки вирощуються між двома розподіленими бреггівськими рефлекторами (дзеркалами DBR). DBR зазвичай вирощують методом молекулярно-променевої епітаксії (MBE). Для дзеркал два матеріали з різними показниками заломлення вирощують по черзі. Параметри їх решітки повинні збігатися, щоб уникнути деформації. Можливою комбінацією є комбінація шарів арсеніду алюмінію та арсеніду галію.[10][13] Після першого DBR матеріал із меншою шириною забороненої зони використовується для вирощування квантової точки над першим DBR. Тепер другий шар DBR можна вирощувати поверх шару з квантовими точками. Діаметр стовпа становить лише кілька мікрон. Щоб запобігти виходу оптичної моди з резонатора, мікроколона повинна діяти як хвилевід. Напівпровідники зазвичай мають відносно високі показники заломлення близько n≅3.[14] Тому конус їх вилучення невеликий. На гладкій поверхні мікроколона працює як майже ідеальний хвилевід. Однак втрати збільшуються з шорсткістю стінок і зменшенням діаметра мікроколони.[15] Тому краї повинні бути максимально гладкими, щоб мінімізувати втрати. Цього можна досягти структуруванням зразка за допомогою електронно-променевої літографії та обробкою опор за допомогою реактивного іонного травлення.[9]

- Настроювані мікропорожнини, що містять квантові точки, також можна використовувати як джерело одиничних фотонів.[16] На відміну від мікроколонов, під квантовими точками вирощується лише один DBR. Друга частина резонатора — це вигнуте верхнє дзеркало, яке фізично відокремлено від напівпровідника. Верхнє дзеркало можна переміщати відносно положення квантової точки, що дозволяє за потреби регулювати зв'язок квантової точки резонатора. Додатковою перевагою перед мікроколонами є те, що оточення заряду квантових точок можна стабілізувати за допомогою діодних структур.[17] Недоліком системи мікропорожнини є те, що вона вимагає додаткових механічних компонентів для налаштування порожнини, що збільшує загальний розмір системи.

- Мікролінзи та тверді імерсійні лінзи[en]: для збільшення яскравості джерела одиничних фотонів на квантових точках також використовувалися структури мікролінз.[18] Концепція полягає в тому, щоб зменшити втрати через повне внутрішнє відбиття, подібне до того, що можна досягти за допомогою твердотільної імерсійної лінзи.[19]

- Іншими однофотонними джерелами є хвилеводи нанопроменів або фотонних кристалів[20][21][22], які містять квантові точки. Для таких структур DBR не потрібні, але їх можна використовувати для покращення ефективності зв'язку. Порівняно з мікроколони ця архітектура має ту перевагу, що можлива маршрутизація фотонів на чіпі.[23] З іншого боку, розміри структур набагато менші, що вимагає більш досконалих технологій нанофабрикації. Близьке розташування квантових точок до поверхні є ще одним викликом.

### Перевірка випромінювання одиночних фотонів
Джерела одиночних фотонів демонструють антигрупування. Оскільки фотони випромінюються по одному, ймовірність побачити два фотони одночасно для ідеального джерела дорівнює 0. Щоб перевірити антигрупування джерела світла, можна виміряти функцію автокореляції {\displaystyle g^{(2)}(\tau )} . Джерело фотонів є антизгрупованим, якщо {\displaystyle g^{(2)}(0)} ≤ {\displaystyle g^{(2)}(\tau )} . Для ідеального джерела одного фотона, {\displaystyle g^{(2)}(0)=0} . Експериментально, {\displaystyle g^{(2)}(\tau )} вимірюється за допомогою ефекту Ханбері Брауна та Твісса. Використовуючи резонансні схеми збудження, експериментальні значення для {\displaystyle g^{(2)}(0)} зазвичай знаходяться в режимі лише кількох відсотків. Значення до {\displaystyle g^{(2)}(0)=7.5\times 10^{-5}} були досягнуті без резонансного збудження.

### Нерозрізнення випромінюваних фотонів
Для застосування фотони, випромінювані джерелом одиничних фотонів, повинні бути нерозрізненими. Теоретичне розв'язання гамільтоніана Джейнса-Каммінгса є чітко визначеним режимом, у якому лише поляризація є випадковою. Після вирівнювання поляризації фотонів можна виміряти їх нерозрізнення. Для цього використовується ефект Хонг-Оу-Мандела. Два фотони джерела готуються таким чином, що вони одночасно потрапляють у дільник променя 50:50 з двох різних вхідних каналів. На обох виходах дільника розміщений детектор. Вимірюються збіги між двома детекторами. Якщо фотони нерозрізнені, жодних збігів бути не повинно. Експериментально виявлено майже ідеальне нерозрізнення.

## Застосування
Джерела одиничних фотонів мають велике значення в науці про квантову комунікацію. Їх можна використовувати для генераторів справді випадкових чисел. Поодинокі фотони, що потрапляють у розсіювач променя, демонструють властиву їм квантову невизначеність. Випадкові числа широко використовуються в моделюванні методом Монте-Карло.
Крім того, джерела одиночних фотонів є важливими у квантовій криптографії . Схема BB84 є доказово безпечною схемою розподілу квантових ключів. Він працює з джерелом світла, яке ідеально випромінює лише один фотон за раз. Завдяки теоремі про заборону клонування жодне прослуховування не може статися непоміченим. Використання квантової випадковості під час запису ключа запобігає будь-яким шаблонам у ключі, які можуть бути використані для розшифровки коду.
Крім того, джерела одиночних фотонів можна використовувати для перевірки деяких фундаментальних властивостей квантової теорії поля.